# Edgar Mora
Edgar Eduardo Mora Altamirano (Ciudad Quesada, San Carlos, 30 de agosto de 1966) es un periodista, administrador público y político costarricense.
Fue alcalde de Curridabat desde 2007 hasta 2018, cuando fue nombrado Ministro de Educación Pública de Costa Rica donde laboró en esa institución hasta el 1 de julio de 2019 donde presentó su renuncia debido a manifestaciones de estudiantes que exigían su renuncia. Una semana después, se anunció que Giselle Cruz Maduro ocuparía su puesto.

## Trayectoria
Mora Altamirano nació en la Ciudad Quesada, en el cantón de San Carlos, el 30 de agosto de 1966. Cursó estudios universitarios en periodismo en la Universidad Latina de Costa Rica, también el Mid-Career Master en Public Administration (MC/MP), de la Universidad de Harvard.
Bajo su administración la municipalidad de Curridabat recibió los premios Chapter Award for Best City Plan del Congress for New Urbanism (CNU), Iniciativa más Inspiradora de la Nueva Agenda Urbana de ONU-Habitat, Prix Mondiaux de L'Innovation Urbaine «Smart Cities» del diario Le Monde e International Urban Development Association (INTA) y Sustentabilidad Social y Ambiental del Smart Cities Expo Congress.